# Think About You
Think About You – utwór amerykańskiego zespołu hardrockowego Guns N' Roses, wydany w 1987 roku na debiutanckim albumie Appetite for Destruction. Chociaż autorstwo utworu zostało przypisane całemu zespołowi, piosenka została skomponowana głównie przez gitarzystę rytmicznego, Izzy'ego Stradlina, który gra w niej również na gitarze prowadzącej.

## Występy na żywo
Utwór był bardzo często wykonywany podczas wczesnych koncertów Guns N' Roses w 1985 i 1986 roku, jednak nie został ponownie zagrany na żywo aż do 2001 roku. Był często grany w 2002 i 2006 roku, kiedy były gitarzysta rytmiczny Izzy Stradlin dołączył do zespołu na kilka występów. Nie był wykonywany od tego czasu.

## Personel
- Axl Rose – śpiew
- Slash – gitara elektryczna, gitara rytmiczna, gitara akustyczna
- Izzy Stradlin – gitara rytmiczna, gitara elektryczna, wokal wspierający
- Duff „Rose” McKagan – gitara basowa
- Steven Adler – perkusja